# Simultánka

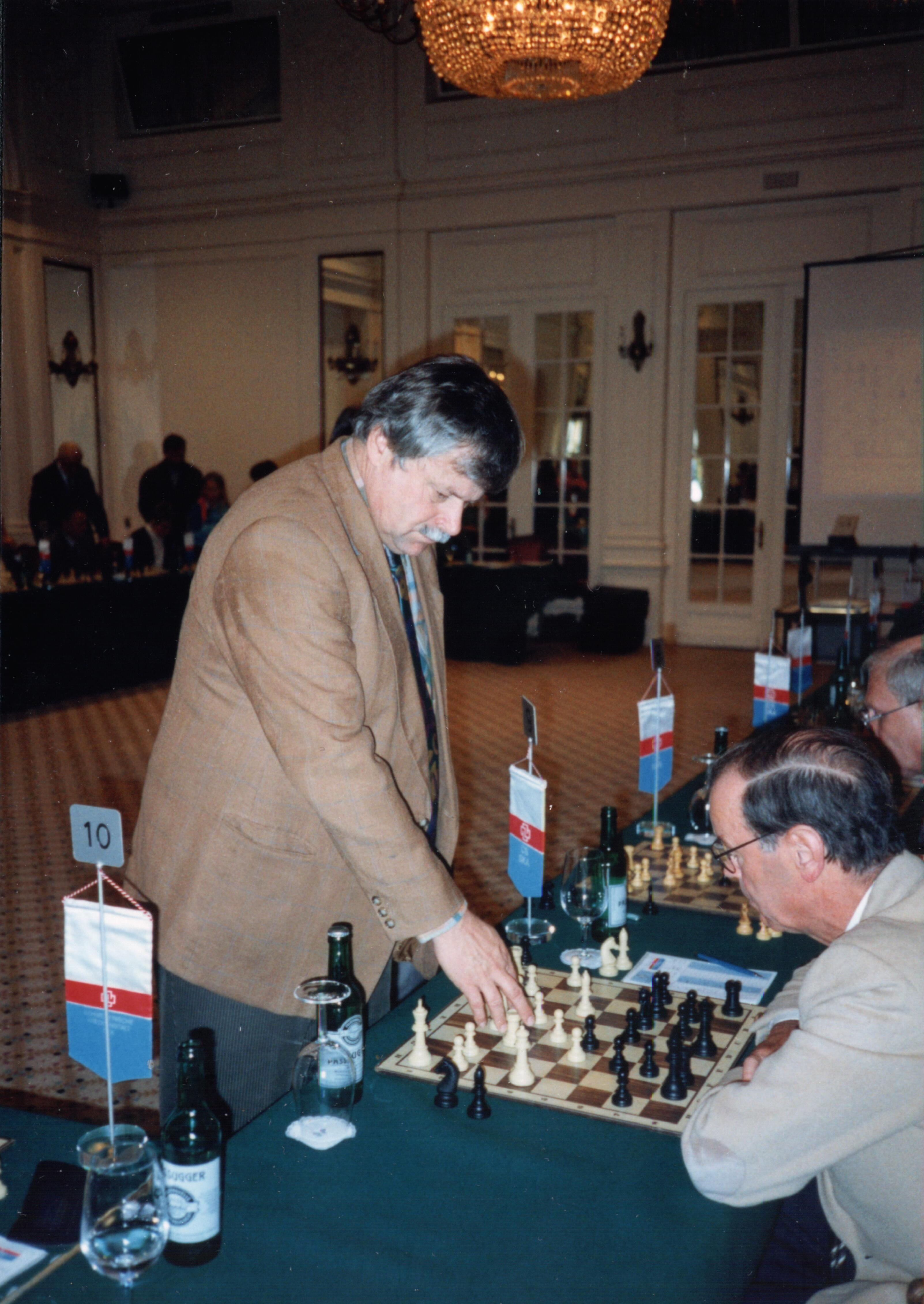
Velmistr Vlastimil Hort při simultánce v roce 1997

Simultánka neboli simultánní partie je v šachu způsob zápasu, kdy jeden šachista hraje současně na dvou a více šachovnicích proti více hráčům. Často jde o exhibiční vystoupení šachového mistra nebo velmistra. Podobně může existovat simultánka i v jiných podobných hrách, například dámě.
Při větším počtu šachovnic bývají stoly umístěny v kruhu či obdélníku a mistr k nim postupně přistupuje, provede svůj tah a pokračuje k další šachovnici. Simultánka bývá hrána obvykle tak, že mistr má na všech šachovnicích bílé figurky.
Traduje se, že Aljechin jednou hrál simultánku na dvou šachovnicích, na jedné s bílými a na druhé s černými figurami. Brzy zjistil, že hraje sám proti sobě, na šachovnici, kde hrál černými, opakovali jeho tahy za bílého a naopak. Protože šlo o sázku, on sám by při libovolném výsledku finančně ztratil. Proto schválně ve vyhrané pozici obětoval dámu. Soupeři se ulakotili, mysleli si, že vyhrají na obou šachovnicích a začali hrát samostatně, což nakonec vedlo k tomu, že na obou šachovnicích Aljechin vyhrál.